# فیتال فریم (مجموعه بازی)
فیتال فریم (به انگلیسی: Fatal Frame) در اروپا با نام پراجکت زیرو و در ژاپن زیرو شناخته می‌شود، عنوان یک مجموعه بازی ویدئویی ژاپنی به سبک وحشت روان‌شناسی و ترس و بقا است که توسط شرکت ژاپنی کویی تکمو (تکمو سابق) ساخته و منتشر شده است. این بازی تا سال ۲۰۱۴، دارای پنج قسمت دنباله‌دار و دو سری فرعی می‌باشد که اولین نسخه در سال ۲۰۰۱ برای کنسول پلی‌استیشن ۲ عرضه شد و سپس برای پلتفرم‌های ایکس‌باکس، وی، نینتندو ۳دی‌اس و وی یو منتشر می‌شود. موضوع اصلی بازی با ارواح، جن‌گیری و آیین تاریک شینتو سر و کار دارد.
فیتال فریم در هر قسمت داستانی متفاوت دارد، اما هدف اصلی برای زنده‌ماندن در مکان‌های متروکه و مبارزه با ارواح، فقط توسط دوربین است. روایت بازی‌های این مجموعه معمولاً به دو صورت با دید اول شخص و سوم شخص دنبال می‌شود. سلاح اصلی در این سری بازی دوربین تاریکخانه‌ای (به ژاپنی: 射影機 / しゃえいき Shaeiki) است که قادر به گرفتن عکس از چیزهایی است که انسان قادر به دیدن آن‌ها نمی‌باشد. مجموعه بازی فیتال فریم برای داشتن مکانیک منحصر به فرد روند بازی، فضای مرموز، سنگین و متشنج آن شناخته شده است. چندین اقتباس ژاپنی با الهام از این بازی شامل مانگا و یک فیلم لایو اکشن در سال ۲۰۱۴ ساخته شده است.

## لیست بازی‌ها
| بازی‌ها                       | کنسول‌ها                            | سال  |
| ---------------------------- | ---------------------------------- | ---- |
| فیتال فریم                   | پلی‌استیشن ۲، ایکس‌باکس، پلی‌استیشن ۳ | ۲۰۰۱ |
| فیتال فریم ۲: پروانه خونین   | پلی‌استیشن ۲، ایکس‌باکس              | ۲۰۰۳ |
| فیتال فریم ۳: عذاب           | پلی‌استیشن ۲                        | ۲۰۰۵ |
| فیتال فریم ۴                 | وی                                 | ۲۰۰۸ |
| پراجکت زیرو ۲: نسخه وی       | وی                                 | ۲۰۱۲ |
| دوربین روح                   | نینتندو ۳دی‌اس                      | ۲۰۱۲ |
| فیتال فریم: میدن آو بلک واتر | وی یو                              | ۲۰۱۴ |